# Euproctis aroa
Euproctis aroa är en fjärilsart som beskrevs av Bethune-Baker 1904. Euproctis aroa ingår i släktet Euproctis och familjen tofsspinnare. Inga underarter finns listade i Catalogue of Life.